# 전국1·2학년대학축구대회
전국1·2학년대학축구대회는 대학 축구부 1학년과 2학년 선수들이 참가하는 대회이다. 

## 역사
2003년 10월 경인방송배 1·2학년 전국대학축구선수권대회로 시작되었다.
2003년과 2011년을 제외하고는 춘계와 추계, 춘계와 하계, 하계와 동계 등 1년에 두차례 대회가 개최된다.
근래에는 하계와 동계에 열리고 있으며 동계 대회는 당해 12월에서 다음해 1월에 걸쳐서 개최되고 있다.

## 전반기 전국1·2학년대학축구대회
| 횟수 | 연도 | 우승        | 준우승         | 결승전 결과                         | 비고                                                      |
| ---- | ---- | ----------- | -------------- | ----------------------------------- | --------------------------------------------------------- |
|      | 2003 | 대회 미개최 | 대회 미개최    | 대회 미개최                         |                                                           |
| 1    | 2004 | 건국대학교  | 서남대학교     | 2–1                                 | 당시 대회명칭: 경인방송배 전국춘계1·2학년 대학축구대회    |
| 2    | 2005 |             |                |                                     | 당시 대회명칭: KBS SKY배 전국춘계1.2학년 대학축구대회     |
| 3    | 2006 |             |                |                                     | 당시 대회명칭: KBS SKY배 전국춘계1,2학년 대학축구대회     |
| 4    | 2007 | 아주대학교  | 우석대학교     | 1–1 PSO 3–1                         | 당시 대회명칭: KBS N 전국춘계1,2학년 대학축구대회         |
| 5    | 2008 |             |                |                                     | 당시 대회명칭: KBS N 전국춘계1,2학년 대학축구대회         |
| 6    | 2009 |             |                |                                     |                                                           |
| 7    | 2010 |             |                |                                     |                                                           |
|      | 2011 | 송호대학교  | 예원예술대학교 | 0–0 PSO 5–4                         | 전반기와 후반기 대회 없이 통합 대회 개최 대회 횟수 미부여 |
| 8    | 2012 |             |                |                                     |                                                           |
| 9    | 2013 |             |                |                                     |                                                           |
| 10   | 2014 |             |                |                                     |                                                           |
| 11   | 2015 |             |                |                                     |                                                           |
| 12   | 2016 |             |                |                                     |                                                           |
| 13   | 2017 | 중앙대학교  | 성균관대학교   | 2–1                                 |                                                           |
| 14   | 2018 | 중앙대학교  | 전주기전대학   | 3–0 보관됨 2019-03-02 - 웨이백 머신 |                                                           |
| 15   | 2019 |             |                |                                     |                                                           |

## 후반기 전국1·2학년대학축구대회
| 횟수 | 연도 | 우승           | 준우승                 | 결승전 결과 | 비고                                                                    |
| ---- | ---- | -------------- | ---------------------- | ----------- | ----------------------------------------------------------------------- |
| 1    | 2003 | 아주대학교     | 광운대학교             | 2–2 PSO 4–3 | 당시 대회명칭: 제1회 경인방송배 1,2학년 전국대학축구선수권대회          |
| 2    | 2004 | 고려대학교     | 배재대학교             | 2–1         | 당시 대회명칭: KBS SKY배 전국하계1,2학년 대학축구대회                   |
| 3    | 2005 | 호남대학교     | 진주국제대학교         | 3-2         | 당시 대회명칭: KBS SKY배 전국하계1,2학년 대학축구대회                   |
| 4    | 2006 |                |                        |             | 당시 대회명칭: KBS SKY배 전국추계1,2학년 대학축구대회                   |
| 5    | 2007 |                |                        |             | 당시 대회명칭: KBS N 전국추계1,2학년 대학축구대회                       |
| 6    | 2008 |                |                        |             | 당시 대회명칭: KBS N 전국추계1,2학년 대학축구대회                       |
| 7    | 2009 |                |                        |             |                                                                         |
| 8    | 2010 |                |                        |             |                                                                         |
|      | 2011 | 대회 미개최    | 대회 미개최            | 대회 미개최 | 전반기와 후반기 구분 없이 통합 대회로 한번 개최 전반기 대회에 내역 기재 |
| 9    | 2012 |                |                        |             |                                                                         |
| 10   | 2013 |                |                        |             |                                                                         |
| 11   | 2014 |                |                        |             |                                                                         |
| 12   | 2015 |                |                        |             |                                                                         |
| 13   | 2016 | 영남대학교     | 사이버한국외국어대학교 | 1–0         |                                                                         |
| 14   | 2017 | 홍익대학교     | 아주대학교             | 1–0         | 2018년 1월 7일 개최된 결승전 비롯 일부 경기는 2018년에 개최             |
| 15   | 2018 | 안동과학대학교 | 전주대학교             | 0–0 PSO 8–7 | 2019년 1월 9일 개최된 결승전 비롯 일부 경기는 2019년에 개최             |
| 16   | 2019 |                |                        |             |                                                                         |

## 같이 보기
- U리그
- 전국대학축구연맹전
- 전국대학축구대회
- 전국대학축구선수권대회